# Ynys Môn (circonscription du Senedd)
Pour les articles homonymes, voir Ynys Môn.
Ynys Môn, également appelée Anglesey de façon officieuse en anglais, est une circonscription dite de comté utilisée selon un mode de scrutin uninominal pour les élections générales du Parlement gallois. Créée en 1999, elle appartient à la région électorale de North Wales.
Rhun ap Iorwerth, qui siège dans le groupe de Plaid Cymru, est le membre du Senedd représentant la circonscription depuis l’élection partielle de 2013.

## Membres de l'Assemblée
| Élection | Élection | Membre           | Parti       | Portrait |
| -------- | -------- | ---------------- | ----------- | -------- |
|          | 1999     | Ieuan Wyn Jones  | Plaid Cymru |          |
|          | 2013     | Rhun ap Iorwerth | Plaid Cymru |          |

## Élections

### Élections dans les années 2010
| Élections de l'Assemblée galloise 2016: Ynys Môn |                   |                        |        |      |       |
| Parti                                            | Parti             | Candidat               | Votes  | %    | ±     |
|                                                  | Plaid Cymru       | Rhun ap Iorwerth       | 13,788 | 54.8 | +13.4 |
|                                                  | Labour            | Julia Dobson           | 4,278  | 17.0 | −9.2  |
|                                                  | UKIP              | Simon Wall             | 3,212  | 12.8 | +12.8 |
|                                                  | Conservateur      | Clay Theakston         | 2,904  | 11.5 | −17.7 |
|                                                  | Green             | Gerry Wolff            | 389    | 1.5  | +1.5  |
|                                                  | Liberal Democrats | Thomas Crofts          | 334    | 1.3  | −1.8  |
|                                                  | Indépendant       | Daniel ap Eifion Jones | 262    | 1.0  | +1.0  |
| Majorité                                         | Majorité          | Majorité               | 9,510  | 37.8 | +25.6 |
| Participation                                    | Participation     | Participation          | 25,167 | 50.0 |       |
|                                                  | Plaid Cymru hold  | Plaid Cymru hold       | Swing  |      |       |

| Élection partielle d'Ynys Môn de 2013 |                   |                   |        |       |       |
| Parti                                 | Parti             | Candidat          | Votes  | %     | ±     |
|                                       | Plaid Cymru       | Rhun ap Iorwerth  | 12,601 | 58.24 | +16.8 |
|                                       | Labour            | Tal Michael       | 3,435  | 15.88 | −10.3 |
|                                       | UKIP              | Nathan Gill       | 3,099  | 14.3  | N/A   |
|                                       | Conservateur      | Neil Fairlamb     | 1,843  | 8.5   | −20.7 |
|                                       | Socialist Labour  | Kathrine Jones    | 348    | 1.61  | N/A   |
|                                       | Liberal Democrats | Stephen Churchman | 309    | 1.4   | −1.8  |
| Majorité                              | Majorité          | Majorité          | 9,166  | 42.3  | +30.3 |
| Participation                         | Participation     | Participation     | 21,635 |       |       |
|                                       | Plaid Cymru hold  | Plaid Cymru hold  | Swing  |       |       |

| Élections de l'Assemblée galloise 2011: Ynys Môn |                   |                  |        |      |       |
| Parti                                            | Parti             | Candidat         | Votes  | %    | ±     |
|                                                  | Plaid Cymru       | Ieuan Wyn Jones  | 9,969  | 41.4 | +1.7  |
|                                                  | Conservateur      | Paul Williams    | 7,032  | 29.2 | +16.2 |
|                                                  | Labour            | Joe Lock         | 6,307  | 26.2 | +8.8  |
|                                                  | Liberal Democrats | Rhys Taylor      | 759    | 3.2  | −0.2  |
| Majorité                                         | Majorité          | Majorité         | 2,937  | 12.2 | −4.4  |
| Participation                                    | Participation     | Participation    | 24,067 | 48.6 | −3.2  |
|                                                  | Plaid Cymru hold  | Plaid Cymru hold | Swing  | −7.3 |       |

### Élections dans les années  2000
| Élections de l'Assemblée galloise 2007: Ynys Môn |                   |                   |        |      |       |
| Parti                                            | Parti             | Candidat          | Votes  | %    | ±     |
|                                                  | Plaid Cymru       | Ieuan Wyn Jones   | 10,653 | 39.7 | +2.3  |
|                                                  | Indépendant       | Peter Rogers      | 6,261  | 23.3 | +23.3 |
|                                                  | Labour            | Jonathan Austin   | 4,681  | 17.4 | −6.4  |
|                                                  | Conservateur      | James Roach       | 3,480  | 13.0 | −15.5 |
|                                                  | Liberal Democrats | Mandi L. Abrahams | 912    | 3.4  | −4.9  |
|                                                  | UKIP              | Francis C. Wykes  | 833    | 3.1  | +2.2  |
| Majorité                                         | Majorité          | Majorité          | 4,392  | 16.4 | +6.5  |
| Participation                                    | Participation     | Participation     | 26,820 | 51.8 | +1.5  |
|                                                  | Plaid Cymru hold  | Plaid Cymru hold  | Swing  |      |       |

| Élections de l'Assemblée galloise 2003: Ynys Môn |                   |                  |        |      |       |
| Parti                                            | Parti             | Candidat         | Votes  | %    | ±     |
|                                                  | Plaid Cymru       | Ieuan Wyn Jones  | 9,452  | 37.4 | −15.2 |
|                                                  | Conservateur      | Peter Rogers     | 7,197  | 28.5 | +9.3  |
|                                                  | Labour            | William G. Jones | 6,024  | 23.8 | +0.9  |
|                                                  | Liberal Democrats | Nicholas Bennett | 2,089  | 8.2  | +3.0  |
|                                                  | UKIP              | Francis C.Wykes  | 481    | 1.9  | N/A   |
| Majorité                                         | Majorité          | Majorité         | 2,255  | 8.9  | 0.0   |
| Participation                                    | Participation     | Participation    | 25,243 | 50.3 | −9.3  |
|                                                  | Plaid Cymru hold  | Plaid Cymru hold | Swing  |      |       |

### Élections dans les années 1990
| Élections de l'Assemblée galloise 1999: Ynys Môn |                                       |                 |        |      |     |
| Parti                                            | Parti                                 | Candidat        | Votes  | %    | ±   |
|                                                  | Plaid Cymru                           | Ieuan Wyn Jones | 16,469 | 52.6 | N/A |
|                                                  | Labour                                | Albert Owen     | 7,181  | 22.9 | N/A |
|                                                  | Conservateur                          | Peter Rogers    | 6,031  | 19.2 | N/A |
|                                                  | Liberal Democrats                     | James H. Clarke | 1,630  | 5.2  | N/A |
| Majorité                                         | Majorité                              | Majorité        | 9,288  | 29.7 | N/A |
| Participation                                    | Participation                         | Participation   | 31,311 | 59.6 | N/A |
|                                                  | Plaid Cymru Vainqueur (nouveau siège) |                 |        |      |     |